# ジョニー・ハウソン
ジョニー・ハウソン（Jonny Howson、1988年5月21日 - ）は、イングランド・シティ・オブ・リーズのモーレイ出身のプロサッカー選手。ミドルズブラFC所属。ポジションはMF。

## 経歴

### リーズ
地元クラブのリーズ・ユナイテッドAFCで育成された。アカデミーのチームメイトにはジェイムズ・ミルナー、ダニー・ローズ、アーロン・レノンらがいた。2006年8月22日のリーグカップ・チェスター・シティFC戦で初めてトップチームのベンチ入り。9月18日、クラブと3年間のプロ契約を結んだ。
2006年9月20日のリーグカップ・バーネットFC戦でトップチームデビュー。2007年2月のノリッジ・シティFC戦でプロ初ゴールをマーク。

### ノリッジ
2012年1月24日、ノリッジ・シティFCに移籍。

### ミドルズブラ
2017年7月7日、チャンピオンシップに降格したミドルズブラFCに移籍。移籍金は推定600万ポンド。

## 代表歴
U-21イングランド代表歴がある。

## 所属クラブ
ユース
- リーズ・ユナイテッドAFC 1997-2006

プロ
- リーズ・ユナイテッドAFC 2006-2012
- ノリッジ・シティFC 2012-2017
- ミドルズブラFC 2017-